# 塞尼奧德市 (莫納加斯州)
塞尼奧德市（西班牙語：Municipio Cedeño），是委內瑞拉的一個市，位於該國東部莫納加斯州，首府設於凱卡拉德馬圖林，面積1,695平方公里，2001年人口27,894，人口密度每平方公里16人。
9°48′42″N 63°36′52″W / 9.8116°N 63.6144°W